# Ptáčník (Fryčovice)
Ptáčník (německy Ptatschnik) je malá vesnice, část obce Fryčovice v okrese Frýdek-Místek. Nachází se asi 2 km na sever od Fryčovic. V roce 2009 zde bylo evidováno 23 adres. V roce 2001 zde trvale žilo 38 obyvatel.
Ptáčník leží v katastrálním území Fryčovice o výměře 16,47 km2.